# L'Ordre vert (téléfilm)
 (mai 2016).
Si vous disposez d'ouvrages ou d'articles de référence ou si vous connaissez des sites web de qualité traitant du thème abordé ici, merci de compléter l'article en donnant les références utiles à sa vérifiabilité et en les liant à la section « Notes et références ».
 (mai 2016).
- Si vous ne connaissez pas le sujet, laissez ce bandeau (vous pouvez alors contacter les auteurs).
- Si vous supprimez le contenu mis en cause (vous pouvez préalablement contacter les auteurs),

argumentez précisément cette suppression dans la page de discussion
(un manque de référence n'est pas un argument ; une recherche réelle de référence doit avoir été effectuée, être formellement documentée).
L'Ordre vert est une docufiction française réalisée par Corinne Garfin en 2004, adaptée de la pièce de Michel Mourlet La Méditation au jardin, créée en 1966 sur France Culture en hommage au jardinier de Louis XIV, André Le Nôtre, créateur notamment du parc du château de Versailles.
Film de long métrage en couleurs, tourné en vidéo, avec des comédiens professionnels et l'auteur interprétant son propre rôle, L'Ordre vert offre deux particularités : être le seul film entièrement consacré à la vie, l'œuvre et la pensée de Le Nôtre et, jusqu'à preuve du contraire, être le long métrage au budget le moins élevé de l'histoire du cinéma.[réf. nécessaire]

## Synopsis
Une jeune comédienne, Delphine, portée par ses goûts et son métier à se passionner pour le XVIIe siècle français (Molière, Corneille, Racine…), se rend à une conférence sur Le Nôtre qu'elle ne connaît guère que par Versailles et les Tuileries. À la fin de l'exposé, elle aborde le conférencier.

Elle lui demande ce qu'elle devrait lire sur le sujet. Il répond en riant que tellement de livres ont été écrits sur les jardins de Le Nôtre qu'elle pourrait y passer plusieurs mois, et qu'il serait plus simple pour elle de lire la seule pièce de théâtre que l'on ait consacrée au « jardinier du Roi-Soleil ».
« Une pièce ! s'écrie-t-elle. Mais je suis comédienne ! De qui est-elle et où peut-on la trouver ? »
Il avoue en être l'auteur. On peut la commander en librairie, mais il sera heureux de lui en offrir un exemplaire… Il en possède aussi l'enregistrement, car elle a été jouée à la radio. Delphine prend connaissance du texte et décide de le monter au théâtre… 

## Sujet
André Le Nôtre est né le 12 mars 1613, à Paris. Ce qui ne signifie pas qu'il était « parisien ». Fils de jardinier, il deviendra jardinier lui-même, et conservera toute sa vie des attaches, une allure, un comportement de paysan. Perruque et habit de cour n'y changeront rien. Il parle au « plus grand roi du monde » en toute franchise, embrasse le pape et, lorsque Louis XIV lui offre des armoiries, il demande « trois limaçons surmontés d'une tête de chou ». Il meurt en 1700, après avoir légué au roi sa collection d’œuvres d'art, dont trois tableaux de Nicolas Poussin.
Entre-temps, il a poussé à la perfection l'art des jardins « à la française », leur apportant une ampleur, un équilibre, une ouverture sur l'environnement et surtout une signification inconnus auparavant, grâce à ce qu'on pourrait définir comme une véritable mise en scène qui organise une « dramatisation » de l'espace, tant architecturale que symbolique. Cette mise en scène, dont les éléments sont la terre, l'eau, le feuillage, la perspective et la sculpture, s'élabora d'abord dans le creuset de son génie propre, puis s'épanouit dans une intime harmonie avec les desseins du monarque. Versailles en est l'accomplissement.
Le propos du film est de « raconter Le Nôtre » : un peu de sa vie, beaucoup de son œuvre et de sa pensée. Le Nôtre, dont nous ne possédons qu'un peu de correspondance et des listes comptables, n'a pas laissé de témoignage écrit de ses conceptions. On est conduit à les transcrire dans le langage à partir de son « discours » à lui : parterres, bassins, perspectives. Nous connaissons néanmoins quelques répliques pittoresques ou significatives de son état d'esprit, quelques épisodes marquants rapportés par des témoins. Un personnage complexe y transparaît, à la fois rustique et très fin, grand amateur d'art et savant architecte, paysan matois mais sans façons, à l'aise avec les grands, confident de Louis XIV qui l'estimait infiniment pour son mélange de franc-parler et de géniales intuitions d'artiste.

## Intentions
La question que pose implicitement L'Ordre vert est : Comment montrer et rendre intelligible ce personnage ? D'autres aspects caractérisent ce film, qu'on peut qualifier d'expérimental à plusieurs égards. 
1. Il a été conçu dès l’origine comme minimaliste du point de vue technique : bande-son « brute de décoffrage », lumières entièrement naturelles. Cela pour aller aussi loin que possible dans la direction d’un « cinéma-vérité » sans apprêts ni artifice : un document comme filmé à l’improviste, au coin d’une rue.
2. Ce parti pris d’objectivité mécanique de la caméra a aussi pour but d’accentuer au maximum le contraste, c’est-à-dire la confrontation, entre le réalisme du cinéma et la métaphore théâtrale, confrontation impliquée par le sujet du film : la préparation d’un spectacle théâtral. L’antinomie des deux langages : réalité atteinte directement par la prise de vue et réalité atteinte indirectement par la convention, l’artifice et la métaphore, devra être ainsi poussée à l’extrême, notamment par le « sur-jeu », parfois, des comédiens. La réflexion sur le classicisme et la mise en scène du Pouvoir à travers Le Nôtre et le jardin à la française se double d’une réflexion sur la mise en scène des arts dramatiques en général.

## Fiche technique
- Long métrage expérimental de docufiction mis en scène et en images par Corinne Garfin
- Format : 4/3
- Durée : 68 min.
- Scénario et dialogues : Michel Mourlet d’après sa pièce La Méditation au jardin (France Culture et éditions Loris Talmart)
- Collaboration à l’adaptation : Sonia Kichah
- Conseillère artistique : Silva Gabriela Beju
- Prise de son : Ghanem Leprince
- Régie extérieure : Jacqueline Mourlet
- Film du tournage : Thierry Lacaux
- Musique : Jean-Baptiste Lully, François Couperin, Marc-Antoine Charpentier, Jean-Féry Rebel.
- Production : Delcor Productions[1]/Éditions-Productions France Univers, 2003
- Avec l’aide de l’Établissement public du musée et du domaine de Versailles, du Centre des monuments nationaux, de l’université de Paris I (Institut Michelet) et du Théâtre Essaïon de Paris

## Distribution
- Delphine Garfin
- José Valverde
- Louis Doré
- Michel Mourlet

## Sélections
- Festival international des programmes audiovisuels (FIPA)
- Festival international de la fiction documentaire (FIDOC)

## DVD et livre
Sorti en DVD après une présentation en avant-première au colloque international « Jardin et intimité dans la littérature européenne » (université de Clermont-Ferrand, 2006), il a fait l'objet d'un ouvrage, Le Jardin du paradigme, qui en reproduit le découpage, assorti de citations illustrant son propos.